# Michael Mann (sociólogo)
Michael Mann é um sociólogo estadunidense nascido em 1942. É professor de Sociologia na Universidade da Califórnia, em Los Angeles.

## Obras publicadas
- Consciousness and Action Among the Western Working Class 1981. ISBN 0-391-02268-7
- The Autonomous Power of the State. European Sociology Archives, 1984.
- The Sources of Social Power: Volume 1, A History of Power from the Beginning to AD 1760, Cambridge University Press, 1986. ISBN 0-521-30851-8
- The Sources of Social Power: Volume 2, The Rise of Classes and Nation States 1760-1914, Cambridge University Press, 1993. ISBN 0-521-44015-7
- Incoherent Empire, Verso, 2003. ISBN 1-85984-582-7
- Fascists.  Cambridge: Cambridge University Press, 2004.  ISBN 0-521-53855-6.
- The Dark Side of Democracy: Explaining Ethnic Cleansing. Cambridge: Cambridge University Press, 2005.  ISBN 978-0-521-53854-1.
- The Sources of Social Power: Volume 3, Global Empires and Revolution, 1890-1945, Cambridge University Press, 2012. ISBN 978-1107655478.
- Império da incoerência (2006- versão na língua portuguesa), Editora Record.
- Fascistas (2008- versão na língua portuguesa),Editora Record.